# Sorèze
Sorèze – miejscowość i gmina we Francji, w regionie Oksytania, w departamencie Tarn.
Według danych na rok 1990 gminę zamieszkiwały 1 954 osoby, a gęstość zaludnienia wynosiła 47 osób/km² (wśród 3020 gmin regionu Midi-Pyrénées Sorèze plasuje się na 190. miejscu pod względem liczby ludności, natomiast pod względem powierzchni na miejscu 149.).